# Arxiu Diocesà de Girona
L'Arxiu Diocesà de Girona (ADG) és un arxiu eclesiàstic de titularitat privada que forma part del conjunt d'arxius històrics de Catalunya Conté la documentació produïda a la Diòcesi de la ciutat des de la creació de les oficines de la cúria diocesana, a finals del segle xiii, fins a l'actualitat. A més, també reuneix altres fons com els provinents de les institucions gironines suprimides durant la desamortització de 1835 i, a partir de 1980, també s'hi van dipositar els llibres sacramentals de la majoria de les parròquies de la Diòcesi. En total, comprèn uns 1.000 metres lineals de fons.
És responsable de la custòdia, tractament i difusió de la memòria documental de la Diòcesi de Girona i, també de les altres entitats o associacions de la diòcesi i de tots els arxius parroquials de més de cent anys.
L'arxiu està tant al servei dels investigadors, com dels organismes i institucions de la diòcesi per ajudar en la seva gestió administrativa.

## Història
A partir de l'any 795 en endavant, quan es van començar a reorganitzar les diòcesis sota el regne franc, els documents del patrimoni de la mitra o bisbat van ser gradualment separats dels de l'església del bisbe, la Catedral de Girona, i d'aquesta manera es va anar constituint l'arxiu diocesà. Aquest arxiu primerenc consistia en documents sobre drets dominicals i senyorials situats en diverses poblacions de la diòcesi i, en lluïsmes i foriscapis dels delmes que laics i eclesiàstics percebien a les parròquies. Actualment, aquest fons se segueix conservant dins de l'armari que va fer construir el bisbe Arévalo de Zuazo (1598-1611) per a encabir-lo.
Moltes de les sèries s'inicien a principis del segle xiv, època en què també s'obtenen còpies autèntiques de documents anteriors. Cap a l'any 1600 es va fer una labor de catalogació dels documents que es tenia fins al moment.
Entre 1981 i 1983, la majoria dels llibres sagramentals de les parròquies de la diòcesi de Girona van ser microfilmats, gràcies a un acord amb la Societat Genealògica d'Utah (EUA) qui va microfilmar-los en 700 rotlles. El 1984 es van posar a disposició dels investigadors. A partir del 2005, el contingut dels microfilms es va traspassar a format digital, per ser consultats a través de la intranet de la sala de consulta. Des del 2021, els documents de mes de 100 anys d’antiguitat es podien consultar mitjançant la pàgina web de l’arxiu.
Entre 1982 i 1985 moltes de les parròquies van autoritzar la digitalització dels llibres per a disposar de còpies de seguretat, a més de preservar uns originals d'elevat valor històric i, obtenir còpies de consulta, per facilitar l'accés i la difusió d'aquests fons als usuaris. Gràcies a això, l'Arxiu Diocesà disposa dels microfilms dels llibres de baptismes, matrimonis, òbits i testaments.
La documentació ha patit diferents trasllats al llarg de la seva història. Un d'ells va ser episòdic i és el que es va haver de fer per a salvar la documentació d'alguns llibres parroquials de Les Planes durant la crema de l'any 1936.
Des de 2008, el director és Joan Naspleda i Arxer, vicari general de la Diòcesi. Des del 1981 fins al 2007, fou director Josep Maria Marquès i Planagumà, autor de bibliografia sobre l'Arxiu. Era teòleg, historiador i doctor en història de l'església i va ensenyar al Seminari diocesà de Girona, a la Facultat de Teologia de Barcelona i a la Facultat de Pedagogia de la Universitat de Girona.

## L'edifici
Les instal·lacions de l'Arxiu ocupen avui la tercera planta de l'edifici del número 12 de la Pujada Sant Martí, dins el Barri Vell de Girona. L'edifici consta de tres plantes i soterrani, i està al costat del Seminari Diocesà i el Museu Bíblic.
L'Arxiu Diocesà i la Biblioteca Diocesana del Seminari de Girona tenen pendents projectes de reforma i posada al dia tant dels edificis que ocupen com de la tecnologia emprada.
Per a accedir a l'interior de l'edifici i fer ús de la seva documentació cal una acreditació pròpia d'investigador.

## Quadre de fons i classificació[6]
Els originals més antics que es conserven són dos privilegis carolingis dels anys 891 i 920. També en destaquen els cartorals dits "de Rúbriques Vermelles" (ca. 1318-1324) i "de Carlemany" (ca. 1220). El de Carlemany és un recull de documents de la seu episcopal de Girona fet durant l'època compresa entre els anys 817 i 1382. Està dividit en dos volums, i consta de 627 folis de pergamí, escrits en llatí i amb escriptura gòtica. El primer volum és de l'època del bisbe Arnau de Creixell (1199-1221) i el segon pertany a l'episcopat de Pere de Rocabertí i Desfar (1318-1324). Posteriorment, l'any 1382, s'hi va afegir un altre document. L'enquadernació la van fer al segle xviii.

## Serveis[8]
A més de donar un servei d'informació històrica sobre tots els esdeveniments, personatges, institucions i llocs de Girona, també ofereix informació general als usuaris de forma presencial i per telèfon, orienten sobre la consulta del fons, identifiquen i daten documents antics, col·laboren en els regestos i transcripcions de documentació antiga i realitzen activitats de difusió i de formació entorn de la documentació.
L'Arxiu Diocesà no realitza cap mena de recerca genealògica, amb excepció de les que tinguin una finalitat administrativa (exclosos els arbres familiars) i, en tot cas, prèvia facilitació de les dades precises per a dur a terme la cerca.